# Cousiniopsis
Cousiniopsis je mmonotipski rod glavočika smješten u podtribus Cardopatiinae, dio tribusa Cardueae, potporodica Carduoideae. Jedina vrsta je C. atractyloides iz Srednje Azije (Uzbekistan, Tadžikistan, Turkmenistan) i Afganistana.

## Sinonimi
- Broteroa atractylodes (C.Winkl.) Kuntze; Revis. Gen. Pl. 1: 322 (1891)
- Cardopatium atractyloides C.Winkl.; Trudy Imp. S.-Peterburgsk. Bot. Sada 9: 517 (1886)